# 能勢街道

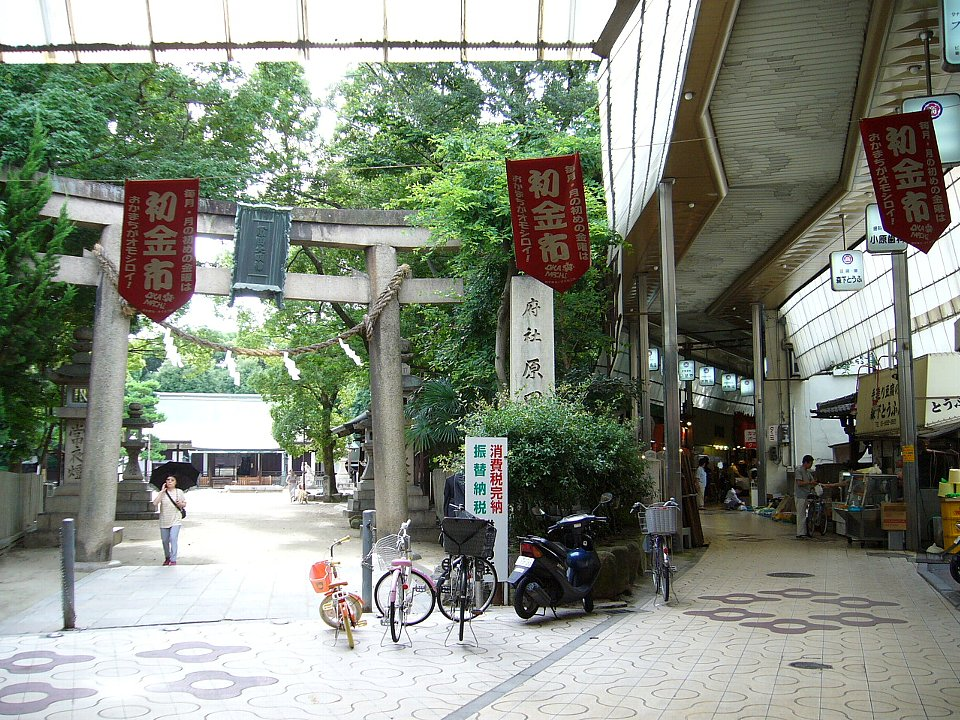
能勢街道が商店街となった岡町付近
左手は原田神社

能勢街道（のせかいどう）は、大阪府大阪市北区中津1丁目から池田市を経て妙見山の能勢妙見堂に至る旧街道。能勢街道は長興寺南から分岐し、箕面の滝や瀧安寺、勝尾寺への参拝路の箕面街道がある。また、現在では旧街道に並行する、国道176号大阪 - 豊中 - 池田および国道173号池田 - 多田 - 能勢 - 篠山（ただしバイパス等を除く）の通称・別称として使われることも多い。

## 歴史と地理
中津で中国街道から分岐して、十三、三国、庄内、服部、岡町、石橋、池田、木部、古江、多田、一の鳥居、そして尾根筋を通り妙見山へ至る。
池田や能勢で産する酒や衣類、木材が当街道によって大坂へ運ばれ、さらには能勢から奥に続く丹波国の米、栗、炭、銀、銅などの搬出路でもあった。また終着地の能勢妙見をはじめ、沿道には服部天神宮、東光院（萩の寺）、原田神社、多田神社など社寺が並び、街道の途中から入った中山寺、勝尾寺などを含めての参拝路としても賑わいを見せた。明治9年（1876年）に太政官達60号で道路の種類および等級が定められた際、能勢街道は大阪府下で3本のみの一等縦貫線に掲げられている。
ところで岡町から池田まで、古くは刀根山（現在の大阪大学豊中キャンパス南方）回りの山道を通っていた。この坂が急で物資運搬に支障をきたすため、明治27年（1894年）に現在の阪急豊中駅付近から石橋にかけ、比較的平坦な新道が開かれた。これを「新能勢街道」といい、現在の国道176号ルートとほぼ同じである。
現在は大阪市から池田市まで阪急電鉄宝塚線と国道176号が、池田市から妙見山麓まで国道173号および国道477号が並行している。また川西市以北では、能勢電鉄妙見線が並行する。これら鉄道や道路の整備によって当街道は衰退したが、現在もかつての道筋の多くが残り、生活道路として利用されている。旧伊丹街道と交差する岡町付近や阪急電鉄宝塚線石橋阪大前駅周辺では商店街となっている。
阪神・淡路大震災により、街道沿いの古い木造家屋は大きな打撃を受け、当時の街道を偲ぶ貴重な家屋も現在は建て替わったり駐車場などになり、かなり少なくなってしまった。

## 宿場一覧
- 服部
- 石橋（瀬川宿） 西国街道との結節点。
- 池田

## 能勢街道を舞台にした作品
- 上方落語「池田の猪買い」（参照 - ウェイバックマシン（2001年12月18日アーカイブ分））

## 能勢街道沿道の名産
- 池田炭 切り口が菊のように美しいため「菊炭」と呼ばれているが池田がかつて集積場だったため「池田炭」とも呼ばれている。この炭は茶道用に使用される高級炭でかつては千利休も愛用したと言われる。
- 清酒 池田市の「呉春」は有名。
- 猪肉 かつて池田は猪の肉が名物であった。上方落語の「池田の猪買い」は大阪から池田に猪の買い入れにくる情景を描く。現在の北摂地域でもイノシシは生息するが、特産としての地位は失われた。